# Mursalevo
Mursalevo (bulgariska: Мурсалево) är ett distrikt i Bulgarien.   Det ligger i kommunen Obsjtina Kotjerinovo och regionen Kjustendil, i den västra delen av landet, 70 km söder om huvudstaden Sofia.
Trakten runt Mursalevo består i huvudsak av gräsmarker. Runt Mursalevo är det ganska tätbefolkat, med 67 invånare per kvadratkilometer.